# Croix du Congo
La croix du Congo est située au lieu-dit Le Congo, sur la commune de Questembert dans le Morbihan.

## Historique
La croix du Congo fait l’objet d’une inscription au titre des monuments historiques depuis le 9 septembre 1933.

## Architecture

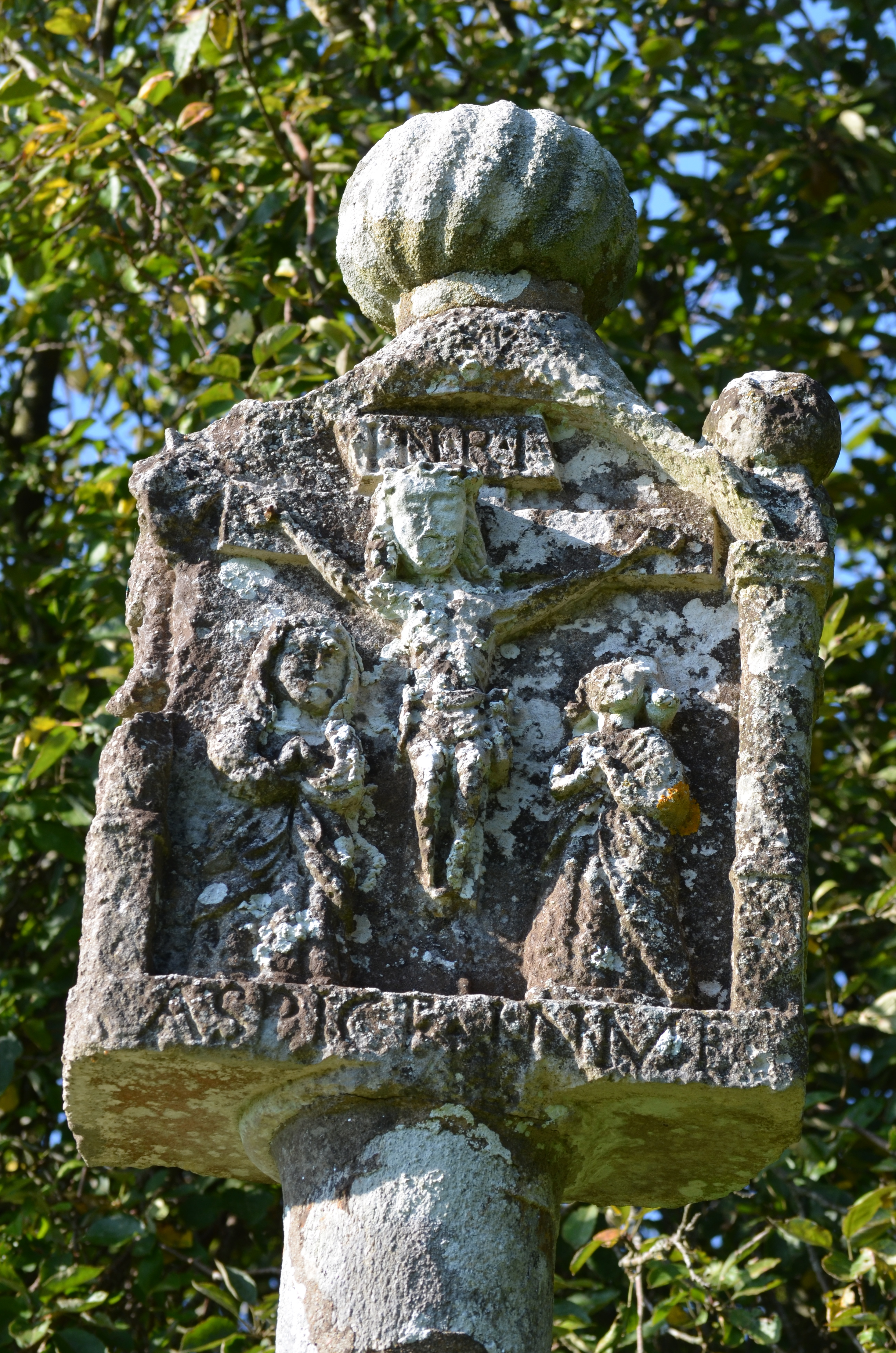
Détail